# ボトルケージ
ボトルケージ（英: bottle cage）は、ロードバイクやマウンテンバイクなどのスポーツ自転車に取り付ける、水筒の一種である飲料用ボトルなどを収める籠である。「ボトルゲージ」は誤記。
自転車のフレームに装着するオプション部品で、一般的に購入時には付属しない。フレームのダウンチューブ上側、またはシートチューブの側面にボルトで装着する。ロードレースや長距離の自転車旅行などでは、両チューブに装着して、ボトルを2本携行することも多い。
更に多くのボトルを携行する為にハンドルやサドルを利用するオプションパーツもある。
ボトルケージは空気抵抗や重量,耐久性,ボトルの取り出しやすさなどを売りにしていることが多い。
主に材料はプラスチック,金属,樹脂,カーボンなどを使ってできており材料によって値段,重さ,耐久性などが異なる。
ペットボトル専用ボトルケージや、スポーツボトル専用ボトルケージなどがありものによっては、可変式のペットボトル,スポーツボトルなど両方とも入るボトルケージなどもある。
ボトルケージの重さは15g~150gとたくさんあり横幅は6.5cm~7.5cmのものが多い。

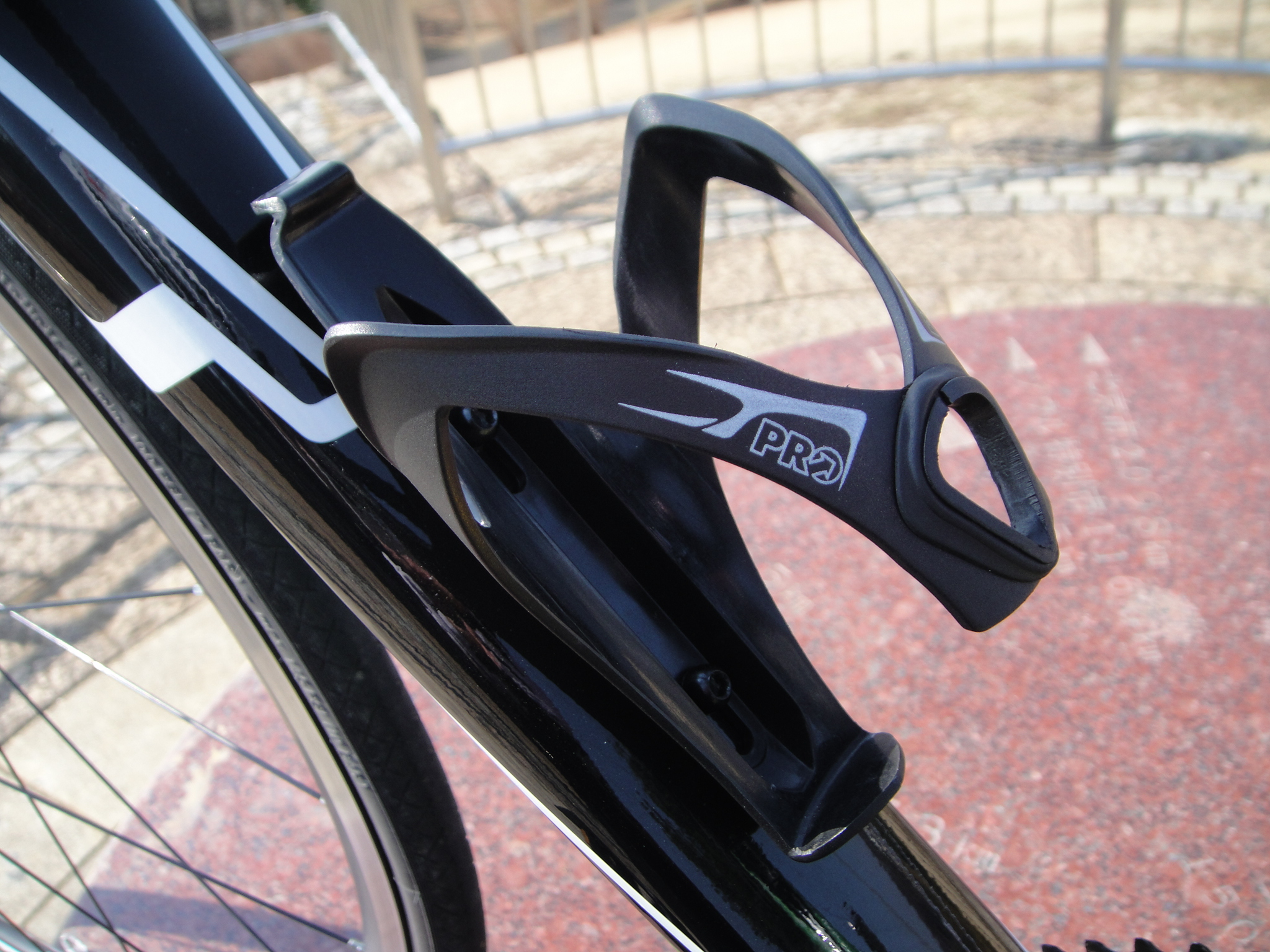
シマノPROのグラスファイバー製ボトルケージ
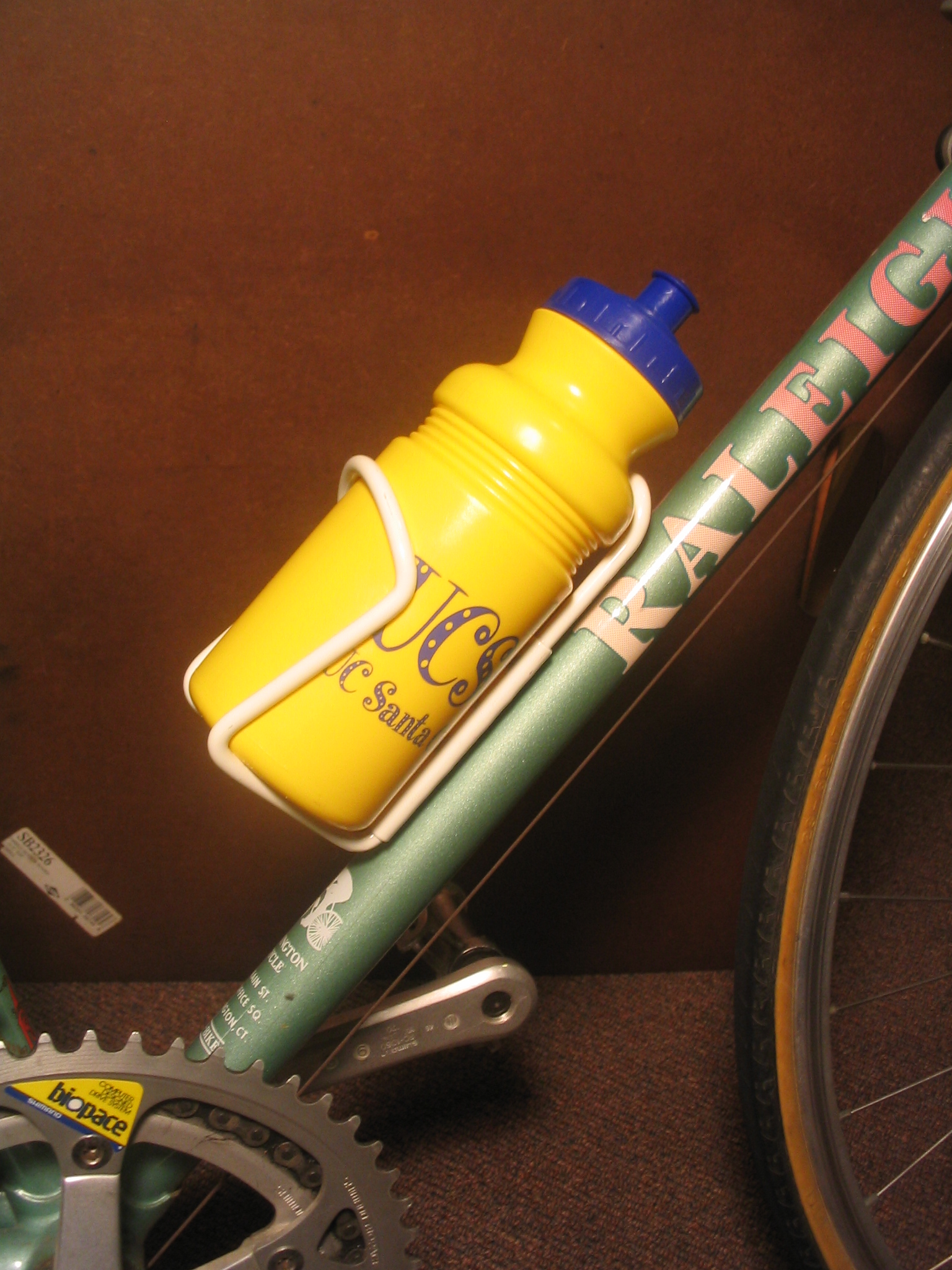
ボトルを入れたボトルケージ
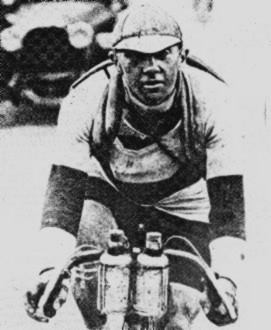
ハンドル部にボトルケージを2つ装着しているオノレ・バルテレミ（フランス語版）